# Krzemienna (gromada w powiecie nowogardzkim)
Krzemienna – dawna gromada, czyli najmniejsza jednostka podziału terytorialnego Polskiej Rzeczypospolitej Ludowej w latach 1954–1972.
Gromady, z gromadzkimi radami narodowymi (GRN) jako organami władzy najniższego stopnia na wsi, funkcjonowały od reformy reorganizującej administrację wiejską przeprowadzonej jesienią 1954 do momentu ich zniesienia z dniem 1 stycznia 1973, tym samym wypierając organizację gminną w latach 1954–1972.
Gromadę Krzemienna z siedzibą GRN w Krzemiennej utworzono – jako jedną z 8759 gromad na obszarze Polski – w powiecie nowogardzkim w woj. szczecińskim na mocy uchwały nr V/48/54 WRN w Szczecinie z dnia 5 października 1954. W skład jednostki weszły obszary dotychczasowych gromad Anielino, Błądkowo, Krzemienna i Wojtaszyce oraz miejscowość Grzęzienko z dotychczasowej gromady Grzęzno ze zniesionej gminy Błądkowo w tymże powiecie. Dla gromady ustalono 10 członków gromadzkiej rady narodowej.
1 stycznia 1958 do gromady Krzemienna włączono miejscowości Bienice i Bieńczyce z gromady Wierzbięcin w tymże powiecie, po czym gromadę Krzemienna zniesiono, włączając jej obszar do nowo utworzonej gromady Dobra w tymże powiecie.